# 迪氏副鱸
迪氏副鱸，為輻鰭魚綱鱸形目鱸亞目鮨科的其中一種，分布於西大西洋南美洲北部海域，棲息深度可達50公尺，本魚體棕色，腹面黃褐色，體側具7條深褐色垂直條紋，胸鰭基部有一黑斑，體長可達43公分，生活在沙泥底質海域，為底棲性魚類，屬肉食性，可做為食用魚。